# Moara Vlăsiei
Moara Vlăsiei ist eine Gemeinde im Kreis Ilfov in der Region Große Walachei in Rumänien.

## Lage
Die Gemeinde liegt relativ nahe der Hauptstadt Bukarest an der Kreisstraße (Drum Județean) DJ101B, welche von der Nationalstraße 1 bei Balotești in östliche Richtung abzweigt. Moara Vlăsiei hat eine Haltestelle an der Bahnstrecke Bukarest–Urziceni–Făurei und hat einen Anschluss an die Autobahn A3.

## Bevölkerung
Nach einer Zählung aus dem Jahr 2002 sind gerade einmal 28 der 5833 Einwohner von Moara Vlăsiei nicht rumänischer Abstammung. Hauptreligion in Moara Vlăsiei ist der Rumänisch-Orthodoxe Glaube.
2021 bekannten sich von den 6597 Dorfbewohner 5909 als Rumänen, 17 Roma, acht Magyaren und einige wenige anderen Ethnien.